# Новокаменка (Хабаровський район)
Новока́менка (рос. Новокаменка) — село у складі Хабаровського району Хабаровського краю, Росія. Входить до складу Мічурінського сільського поселення.

## Населення
Населення — 2 особи (2010; 5 у 2002).
Національний склад (станом на 2002 рік):
- росіяни — 100 %